# Akodon reigi
Akodon reigi is een zoogdier uit de familie van de Cricetidae. De wetenschappelijke naam van de soort werd voor het eerst geldig gepubliceerd door González, Langguth & Oliveira in 1998.